# Großer Preis von Bahrain 2006
Der Große Preis von Bahrain 2006 (offiziell 2006 Formula 1 Gulf Air Bahrain Grand Prix) fand am 12. März auf dem Bahrain International Circuit in as-Sakhir statt und war das erste Rennen der Formel-1-Weltmeisterschaft 2006.

## Berichte

### Hintergrund
Amtierender Fahrerweltmeister war Fernando Alonso (Renault). Die Konstrukteursweltmeisterschaft 2005 hatte Renault gewonnen.
Die beiden 2005 bei Minardi eingesetzten Rennfahrer Robert Doornbos und Patrick Friesacher sowie der ehemalige Jordan-Pilot Narain Karthikeyan waren nicht mehr im Startfeld.
Neu in der Formel 1 waren dagegen die in der letzten Saison in der GP2-Serie angetretenen Fahrer Nico Rosberg und Scott Speed. Rosberg ersetzte Nick Heidfeld bei Williams. Heidfeld wechselte zu BMW Sauber. Speed verstärkte das neue Toro Rosso-Team. Als neuer Formel-1-Pilot startete auch der Japaner Yūji Ide beim neuen Team Super Aguri F1, der von der Formel Nippon wechselte.
Mit Alonso und Michael Schumacher (jeweils einmal) traten zwei ehemalige Sieger zu diesem Grand Prix an.

### Training
Die letzten sechs Teams der Konstrukteursmeisterschaft 2005 waren berechtigt am Freitag im freien Training ein drittes Auto einzusetzen, selbiges galt für das neue elfte Team Super Aguri. Diese Fahrer fuhren am Freitag, traten aber weder im Qualifying noch im Rennen an. Alexander Wurz (Williams), Anthony Davidson (Honda), Doornbos (Red Bull), Robert Kubica (BMW Sauber), Markus Winkelhock (Spyker) und Neel Jani (Toro Rosso) nahmen in dieser Funktion an den Freitagstrainings teil.
Im ersten Freien Training setzte sich Kubica mit 1:32,170 Minuten an die Spitze des Feldes. Auf Platz zwei und drei folgten Wurz und Kimi Räikkönen.
Im zweiten Freitagstraining fuhr Davidson mit 1:31,353 Minuten die schnellste Runde vor Michael Schumacher und Wurz.
Im dritten freien Training erzielte Jenson Button die Bestzeit in 1:31,857 Minuten vor Michael Schumacher und Alonso.

### Qualifikation
Das Qualifying zum Großen Preis von Bahrain 2006 war das erste, welches nach einem neuen Format mit drei Qualifikationsabschnitten ausgetragen wurde. In den beiden ersten schieden die jeweils sechs langsamsten Fahrer aus, im letzten wurde um die Pole-Position gefahren.
Im ersten Qualifikationsabschnitt (Q1) war mit 1:32,433 Minuten Alonso Schnellster. Die beiden Super Aguri-Piloten, beide Midland F1-Fahrer, Räikkönen und Ralf Schumacher schieden aus. Die Session wurde unterbrochen, nachdem Räikkönen sich die Hinterradaufhängung gebrochen und von der Strecke gedreht hatte. Er konnte keine Zeit setzen.
Im zweiten Qualifikationsabschnitt (Q2) fuhr Alonso mit 1:31,215 Minuten erneut die Bestzeit. Die beiden Toro Rosso-Piloten, Jarno Trulli, David Coulthard, Rosberg und Jacques Villeneuve schieden aus.
Im letzten Qualifikationsabschnitt (Q3) wurde Michael Schumacher mit 1:31,431 Minuten Erster vor Felipe Massa und Button. Für Michael Schumacher war es die 65. Pole-Position, womit er den Rekord von Ayrton Senna einstellte.

### Rennen
Tiago Monteiro startete aus der Boxengasse. Sein Teamkollege Christijan Albers fiel bereits am Start aus. Michael Schumacher blieb beim Start vorn vor Massa. Button wurde von Alonso überholt, der wenig später auch an Massa vorbeiging. Nach Runde 1 lag Juan Pablo Montoya auf vierter Position vor Rubens Barrichello, Button, Giancarlo Fisichella und Mark Webber. Heidfeld und Rosberg kollidierten kurz nach dem Start und fielen ans Ende des Feldes zurück. Für Rosberg bedeutete dies einen Reparaturstopp.
Button konnte sich nach einem Duell in der Anfangsphase des Rennens gegen Barrichello durchsetzen. Fisichella hatte mit technischen Problemen zu kämpfen und fiel mit Hydraulikschaden in Runde 21 aus, wovon Christian Klien profitierte.
In den ersten Runden konnten sich Michael Schumacher, Alonso und Massa vom Rest des Feldes absetzen. Durch einen Dreher, der beinah zu einem Unfall mit Alonso geführt hätte, musste Massa an die Box, wo er durch Probleme mit dem rechten Hinterrad anderthalb Minuten verlor. Damit spielte er im weiteren Verlauf des Rennens keine Rolle mehr.
Im ersten Renndrittel konnte Button zweimal an Montoya vorbeiziehen. Klien lag zeitweise auf Platz vier. Michael Schumacher konnte fünf Sekunden Vorsprung auf Alonso herausfahren. Räikkönen gelang es mit einer Einstoppstrategie, sich nach vorn zu arbeiten.
In Runde 15 kam Michael Schumacher zum Nachtanken an die Box. Schumacher blieb vorn, sein Vorsprung vor Alonso wurde jedoch kleiner. Button lag nach seinem ersten Stopp hinter Montoya, konnte diesen jedoch erneut überholen. Barrichello fiel immer weiter zurück und wurde am Ende überrundet Fünfzehnter. Klien verlor bei seinem ersten Stopp eine Position gegen Webber. Coulthard kam dank einer Einstoppstrategie nach vorn, fiel gegen Rennende aber aus den Punkten.
Villeneuve fiel gegen Mitte des Rennens mit Motorschaden aus. Heidfeld kam am Ende auf Platz zwölf. In Runde 35 musste Ide sein Rennen mit einem Getriebeschaden beenden. Für Ralf Schumacher und Trulli blieb nur der stallinterne Kampf um Platz 15. Beide wurden ohne Chance auf Punkte überrundet.
Zum zweiten Boxenstopp kam Michael Schumacher wiederum früher als Alonso. Er brauchte eine Sekunde länger als dieser. Alonso, der erst drei Runden später zu seinem Stopp kam, schaffte es knapp vor Schumacher wieder zurück auf die Strecke, obwohl Nachzügler ihn in den drei Runden aufgehalten hatten. Er konnte seine Führung ins Ziel bringen vor Michael Schumacher. Räikkönen wurde Dritter vor Button, Montoya und Webber.
Rosberg, der nach seinem Reparaturstopp auf eine Dreistoppstrategie gewechselt hatte, konnte sich in der Schlussphase gegen Coulthard und Klien durchsetzen, ihm gelangen mehrere schnellste Rennrunden. Klien gelang, trotz eines zunehmend langsamer werdenden Autos, ein achter Platz und damit ein Punkt. Massa wurde Neunter. Coulthard, dessen Auto in der letzten Runde stehen geblieben war, landete auf Rang 10.
Für Super Aguri verlief das erste  Formel-1-Rennen chaotisch. Ide bekam eine Durchfahrtstrafe, da sein Team am Start zu lange an seinem Wagen gearbeitet hatte. Beim ersten Boxenstopp kollidierte er mit Mitgliedern seiner Crew. Takuma Satō wurde Letzter und viermal überrundet.
Das Rennergebnis entsprach der Reihenfolge in der Fahrerwertung. In der Konstrukteurswertung übernahm Renault die Führung vor McLaren-Mercedes und Ferrari.

## Meldeliste
| Team                              | Nr. | Fahrer               | Chassis          | Motor                | Reifen |
| --------------------------------- | --- | -------------------- | ---------------- | -------------------- | ------ |
| Mild Seven Renault F1 Team        | 01  | Fernando Alonso      | Renault R26      | Renault 2.4 V8       | M      |
| Mild Seven Renault F1 Team        | 02  | Giancarlo Fisichella | Renault R26      | Renault 2.4 V8       | M      |
| Team McLaren Mercedes             | 03  | Kimi Räikkönen       | McLaren MP4-21   | Mercedes-Benz 2.4 V8 | M      |
| Team McLaren Mercedes             | 04  | Juan Pablo Montoya   | McLaren MP4-21   | Mercedes-Benz 2.4 V8 | M      |
| Scuderia Ferrari Marlboro         | 05  | Michael Schumacher   | Ferrari 248 F1   | Ferrari 2.4 V8       | B      |
| Scuderia Ferrari Marlboro         | 06  | Felipe Massa         | Ferrari 248 F1   | Ferrari 2.4 V8       | B      |
| Panasonic Toyota Racing           | 07  | Ralf Schumacher      | Toyota TF106B    | Toyota 2.4 V8        | B      |
| Panasonic Toyota Racing           | 08  | Jarno Trulli         | Toyota TF106B    | Toyota 2.4 V8        | B      |
| Williams F1 Team                  | 09  | Mark Webber          | Williams FW28    | Cosworth 2.4 V8      | B      |
| Williams F1 Team                  | 10  | Nico Rosberg         | Williams FW28    | Cosworth 2.4 V8      | B      |
| Williams F1 Team                  | 35  | Alexander Wurz       | Williams FW28    | Cosworth 2.4 V8      | B      |
| Lucky Strike Honda Racing F1 Team | 11  | Rubens Barrichello   | Honda RA106      | Honda 2.4 V8         | M      |
| Lucky Strike Honda Racing F1 Team | 12  | Jenson Button        | Honda RA106      | Honda 2.4 V8         | M      |
| Lucky Strike Honda Racing F1 Team | 36  | Anthony Davidson     | Honda RA106      | Honda 2.4 V8         | M      |
| Red Bull Racing                   | 14  | David Coulthard      | Red Bull RB2     | Ferrari 2.4 V8       | M      |
| Red Bull Racing                   | 15  | Christian Klien      | Red Bull RB2     | Ferrari 2.4 V8       | M      |
| Red Bull Racing                   | 37  | Robert Doornbos      | Red Bull RB2     | Ferrari 2.4 V8       | M      |
| BMW Sauber F1 Team                | 16  | Nick Heidfeld        | BMW Sauber F1.06 | BMW 2.4 V8           | M      |
| BMW Sauber F1 Team                | 17  | Jacques Villeneuve   | BMW Sauber F1.06 | BMW 2.4 V8           | M      |
| BMW Sauber F1 Team                | 38  | Robert Kubica        | BMW Sauber F1.06 | BMW 2.4 V8           | M      |
| Spyker MF1 Team                   | 18  | Tiago Monteiro       | Midland M16      | Toyota 2.4 V8        | B      |
| Spyker MF1 Team                   | 19  | Christijan Albers    | Midland M16      | Toyota 2.4 V8        | B      |
| Spyker MF1 Team                   | 39  | Markus Winkelhock    | Midland M16      | Toyota 2.4 V8        | B      |
| Scuderia Toro Rosso               | 20  | Vitantonio Liuzzi    | Toro Rosso STR1  | Cosworth 3.0 V10     | M      |
| Scuderia Toro Rosso               | 21  | Scott Speed          | Toro Rosso STR1  | Cosworth 3.0 V10     | M      |
| Scuderia Toro Rosso               | 40  | Neel Jani            | Toro Rosso STR1  | Cosworth 3.0 V10     | M      |
| Super Aguri Formula 1             | 22  | Takuma Satō          | Super Aguri SA06 | Honda 2.4 V8         | B      |
| Super Aguri Formula 1             | 23  | Yūji Ide             | Super Aguri SA06 | Honda 2.4 V8         | B      |

Anmerkungen
1. 1 2 3 4 5 6  Nahm nur an den Freitagstrainings teil.

## Klassifikationen

### Qualifying
| Pos. | Fahrer               | Konstrukteur        | Q1         | Q2       | Q3       | Start |
| ---- | -------------------- | ------------------- | ---------- | -------- | -------- | ----- |
| 01   | Michael Schumacher   | Ferrari             | 1:33,310   | 1:32,025 | 1:31,431 | 01    |
| 02   | Felipe Massa         | Ferrari             | 1:33,579   | 1:32,014 | 1:31,478 | 02    |
| 03   | Jenson Button        | Honda               | 1:32,603   | 1:32,025 | 1:31,549 | 03    |
| 04   | Fernando Alonso      | Renault             | 1:32,433   | 1:31,215 | 1:31,702 | 04    |
| 05   | Juan Pablo Montoya   | McLaren-Mercedes    | 1:33,233   | 1:31,487 | 1:32,164 | 05    |
| 06   | Rubens Barrichello   | Honda               | 1:33,922   | 1:32,322 | 1:32,579 | 06    |
| 07   | Mark Webber          | Williams-Cosworth   | 1:33,454   | 1:32,309 | 1:33,006 | 07    |
| 08   | Christian Klien      | Red Bull-Ferrari    | 1:34,308   | 1:32,106 | 1:33,112 | 08    |
| 09   | Giancarlo Fisichella | Renault             | 1:32,934   | 1:31,831 | 1:33,496 | 09    |
| 10   | Nick Heidfeld        | BMW Sauber          | 1:33,374   | 1:31,958 | 1:33,926 | 10    |
| 11   | Jacques Villeneuve   | BMW Sauber          | 1:33,882   | 1:32,456 | –        | 11    |
| 12   | Nico Rosberg         | Williams-Cosworth   | 1:32,945   | 1:32,620 | –        | 12    |
| 13   | David Coulthard      | Red Bull-Ferrari    | 1:33,678   | 1:32,850 | –        | 13    |
| 14   | Jarno Trulli         | Toyota              | 1:33,987   | 1:33,066 | –        | 14    |
| 15   | Vitantonio Liuzzi    | Toro Rosso-Cosworth | 1:34,439   | 1:33,416 | –        | 15    |
| 16   | Scott Speed          | Toro Rosso-Cosworth | 1:33,995   | 1:34,606 | –        | 16    |
| 17   | Ralf Schumacher      | Toyota              | 1:34,702   | –        | –        | 17    |
| 18   | Christijan Albers    | MF1 Racing          | 1:35,724   | –        | –        | 18    |
| 19   | Tiago Monteiro       | MF1 Racing          | 1:35,900   | –        | –        | 19    |
| 20   | Takuma Satō          | Super Aguri-Honda   | 1:37,411   | –        | –        | 20    |
| 21   | Yūji Ide             | Super Aguri-Honda   | 1:40,270   | –        | –        | 21    |
| 22   | Kimi Räikkönen       | McLaren-Mercedes    | keine Zeit | –        | –        | 22    |

Anmerkungen
1. ↑  Räikkönen erlitt während seiner ersten gezeiteten Runde einen Bruch der Hinterradaufhängung. Er konnte keine Zeit setzen, fuhr allerdings im Training ausreichend schnell und wurde zum Rennen zugelassen.

### Rennen
| Pos. | Fahrer               | Konstrukteur        | Runden | Stopps | Zeit        | Start | Schnellste Runde |
| ---- | -------------------- | ------------------- | ------ | ------ | ----------- | ----- | ---------------- |
| 01   | Fernando Alonso      | Renault             | 57     | 2      | 1:29:46,205 | 04    | 1:32,534 (21.)   |
| 02   | Michael Schumacher   | Ferrari             | 57     | 2      | + 1,246     | 01    | 1:32,523 (38.)   |
| 03   | Kimi Räikkönen       | McLaren-Mercedes    | 57     | 1      | + 19,360    | 22    | 1:32,864 (28.)   |
| 04   | Jenson Button        | Honda               | 57     | 2      | + 19,992    | 03    | 1:32,729 (38.)   |
| 05   | Juan Pablo Montoya   | McLaren-Mercedes    | 57     | 2      | + 37,048    | 05    | 1:32,771 (21.)   |
| 06   | Mark Webber          | Williams-Cosworth   | 57     | 2      | + 41,932    | 07    | 1:32,660 (25.)   |
| 07   | Nico Rosberg         | Williams-Cosworth   | 57     | 3      | + 1:03,043  | 12    | 1:32,408 (42.)   |
| 08   | Christian Klien      | Red Bull-Ferrari    | 57     | 2      | + 1:06,771  | 8     | 1:33,212 (40.)   |
| 09   | Felipe Massa         | Ferrari             | 57     | 2      | + 1:09,907  | 2     | 1:32,739 (28.)   |
| 10   | David Coulthard      | Red Bull-Ferrari    | 57     | 1      | + 1:15,541  | 13    | 1:33,376 (26.)   |
| 11   | Vitantonio Liuzzi    | Toro Rosso-Cosworth | 57     | 2      | + 1:25,997  | 15    | 1:33,480 (26.)   |
| 12   | Nick Heidfeld        | BMW Sauber          | 56     | 2      | + 1 Runde   | 10    | 1:33,772 (26.)   |
| 13   | Scott Speed          | Toro Rosso-Cosworth | 56     | 2      | + 1 Runde   | 16    | 1:33,108 (45.)   |
| 14   | Ralf Schumacher      | Toyota              | 56     | 3      | + 1 Runde   | 17    | 1:34,112 (25.)   |
| 15   | Rubens Barrichello   | Honda               | 56     | 2      | + 1 Runde   | 06    | 1:33,840 (14.)   |
| 16   | Jarno Trulli         | Toyota              | 56     | 2      | + 1 Runde   | 14    | 1:34,852 (24.)   |
| 17   | Tiago Monteiro       | MF1 Racing          | 55     | 2      | + 2 Runden  | Box   | 1:35,940 (41.)   |
| 18   | Takuma Satō          | Super Aguri-Honda   | 53     | 6      | + 4 Runden  | 20    | 1:37,104 (17.)   |
| –    | Yūji Ide             | Super Aguri-Honda   | 35     | 3      | DNF         | 21    | 1:38,302 (11.)   |
| –    | Jacques Villeneuve   | BMW Sauber          | 29     | 1      | DNF         | 11    | 1:33,694 (20.)   |
| –    | Giancarlo Fisichella | Renault             | 21     | 1      | DNF         | 09    | 1:34,320 (15.)   |
| –    | Christijan Albers    | MF1 Racing          | 0      | 0      | DNF         | 18    | –                |

Anmerkungen
1. ↑  Monteiro erlitt auf dem Weg in die Startaufstellung einen Getriebeausfall, wechselte zum Ersatzauto und musste daher aus der Boxengasse starten.

## WM-Stände nach dem Rennen
Die ersten acht des Rennens bekamen 10, 8, 6, 5, 4, 3, 2 bzw. 1 Punkt(e).

### Fahrerwertung
| Pos. | Fahrer             | Konstrukteur        | Punkte |
| ---- | ------------------ | ------------------- | ------ |
| 01   | Fernando Alonso    | Renault             | 10     |
| 02   | Michael Schumacher | Ferrari             | 8      |
| 03   | Kimi Räikkönen     | McLaren-Mercedes    | 6      |
| 04   | Jenson Button      | Honda               | 5      |
| 05   | Juan Pablo Montoya | McLaren-Mercedes    | 4      |
| 06   | Mark Webber        | Williams-Cosworth   | 3      |
| 07   | Nico Rosberg       | Williams-Cosworth   | 2      |
| 08   | Christian Klien    | Red Bull-Ferrari    | 1      |
| 09   | Felipe Massa       | Ferrari             | 0      |
| 10   | David Coulthard    | Red Bull-Ferrari    | 0      |
| 11   | Vitantonio Liuzzi  | Toro Rosso-Cosworth | 0      |

| Pos. | Fahrer               | Konstrukteur        | Punkte |
| ---- | -------------------- | ------------------- | ------ |
| 12   | Nick Heidfeld        | BMW Sauber          | 0      |
| 13   | Scott Speed          | Toro Rosso-Cosworth | 0      |
| 14   | Ralf Schumacher      | Toyota              | 0      |
| 15   | Rubens Barrichello   | Honda               | 0      |
| 16   | Jarno Trulli         | Toyota              | 0      |
| 17   | Tiago Monteiro       | MF1 Racing          | 0      |
| 18   | Takuma Satō          | Super Aguri-Honda   | 0      |
| –    | Yūji Ide             | Super Aguri-Honda   | 0      |
| –    | Jacques Villeneuve   | BMW Sauber          | 0      |
| –    | Giancarlo Fisichella | Renault             | 0      |
| –    | Christijan Albers    | MF1 Racing          | 0      |

### Konstrukteurswertung
| Pos. | Konstrukteur      | Punkte |
| ---- | ----------------- | ------ |
| 01   | Renault           | 10     |
| 02   | McLaren-Mercedes  | 10     |
| 03   | Ferrari           | 8      |
| 04   | Honda             | 5      |
| 05   | Williams-Cosworth | 5      |
| 06   | Red Bull-Ferrari  | 1      |

| Pos. | Konstrukteur        | Punkte |
| ---- | ------------------- | ------ |
| 07   | Toro Rosso-Cosworth | 0      |
| 08   | BMW Sauber          | 0      |
| 09   | Toyota              | 0      |
| 10   | MF1 Racing          | 0      |
| 11   | Super Aguri-Honda   | 0      |